# Robert Armstrong (attore)
Robert Armstrong, conosciuto anche con il nome Bob Armstrong (Saginaw, 20 novembre 1890 – Santa Monica, 20 aprile 1973), è stato un attore statunitense.
È ricordato soprattutto per la sua partecipazione a King Kong (1933), dove interpretava il personaggio di Carl Denham, ruolo che riprese qualche mese dopo nel sequel Il figlio di King Kong (1933).

## Biografia

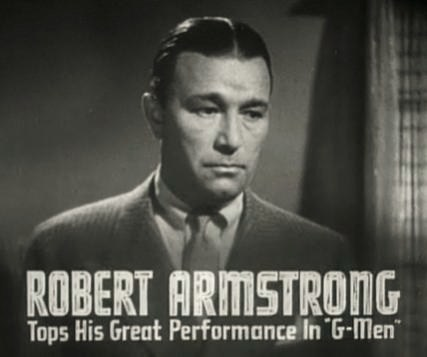
Robert Armstrong nel film La moglie del nemico pubblico (1936)

Nato nel 1890 nel Michigan, studiò legge ma lavorò anche per un suo zio. Nel tempo libero, scrisse commedie e finì per recitare in uno dei suoi lavori. Dopo aver partecipato alla prima guerra mondiale, alla morte dello zio si trasferì a Londra, dove nel 1926 apparve nella stagione teatrale londinese. Di bella presenza, debuttò nel cinema nel 1928 nel film The Main Event, prodotto dalla DeMille Pictures Corporation.
Tra il 1930 e il 1940, Armstrong lavorò per diverse case produttrici, comparendo tra gli altri in film quali Pericolosa partita (1932) e l'anno successivo nella sua pellicola più celebre, King Kong (1933). Lavorò intensamente durante tutto il decennio, recitando in La pattuglia dei senza paura (1935), La moglie del nemico pubblico (1936), Una ragazza puro sangue (1937). Nel film Enemy Agent (1940), prodotto dalla Universal Pictures, fu co-protagonista al fianco di Richard Cromwell, con cui lavorò ancora nel 1942 in Morgan il bandito.
Durante gli anni quaranta Armstrong iniziò a diradare le apparizioni cinematografiche, comparendo comunque ancora in titoli di primo piano come La croce di fuoco (1947) di John Ford e Il mare d'erba (1947) di Elia Kazan. Dal decennio successivo iniziò un'intensa attività televisiva, comparendo in numerose serie di successo come Perry Mason (1958-1964) e Carovane verso il West (1959).

## Ultimi anni
Dopo una carriera durata dal 1927 al 1964, con 127 film all'attivo, Armstrong morì di cancro il 20 aprile 1973 a Santa Monica. Lui e Merian C. Cooper, il co-produttore di King Kong, morirono a distanza di 16 ore uno dall'altro.

## Filmografia parziale

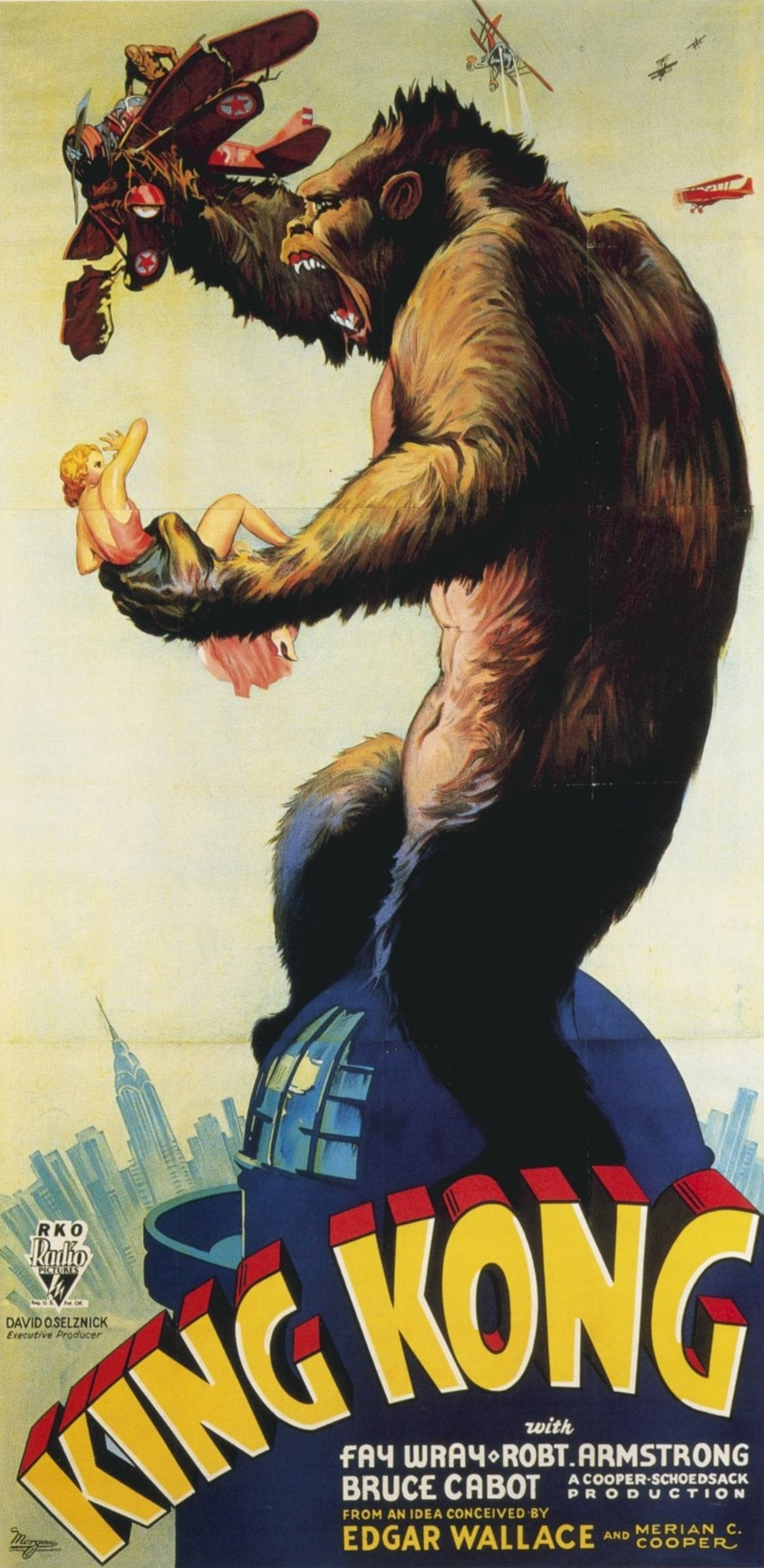
King Kong, di cui Armstrong fu protagonista nel 1933

### Cinema
- The Main Event, regia di William K. Howard (1927)
- La donna leopardo (The Leopard Lady), regia di Rupert Julian (1928)
- Capitan Barbablù (A Girl in Every Port), regia di Howard Hawks (1928)
- Square Crooks, regia di Lewis Seiler (1928)
- The Cop, regia di Donald Crisp (1928)
- The Baby Cyclone, regia di A. Edward Sutherland (1928)
- Celebrity, regia di Tay Garnett (1928)
- Show Folks, regia di Paul L. Stein (1928)
- Ned McCobb's Daughter, regia di William J. Cowen (1928)
- Una notte in Avana (The Shady Lady), regia di Edward H. Griffith (1928)
- Tutti per uno (The Leatherneck), regia di Howard Higgin (1929)
- The Woman from Hell, regia di A.F. Erickson (1929)
- Big News, regia di Gregory La Cava (1929)
- Oh, Yeah?, regia di Tay Garnett (1929)
- The Racketeer, regia di Howard Higgin (1929)
- Be Yourself!, regia di Thornton Freeland (1930)
- Nella morsa delle rotaie (Danger Lights), regia di George B. Seitz (1930)
- Debito d'odio (Paid), regia di Sam Wood (1930)
- L'ultimo poker (Big Money), regia di Russell Mack (1930)
- L'agguato dei sottomarini (Suicide Fleet), regia di Albert S. Rogell (1931)
- Pericolosa partita (The Most Dangerous Game), regia di Irving Pichel e Ernest B. Schoedsack (1932)
- L'ultima squadriglia (The Lost Squadron), regia di George Archainbaud (1932)
- La sperduta di Panama (Panama Flo), regia di Ralph Murphy (1932)
- Notte di fuoco (Radio Patrol), regia di Edward L. Cahn (1932)
- King Kong, regia di Merian C. Cooper ed Ernest B. Schoedsack (1933)
- Il figlio di King Kong (The Son of Kong), regia di Ernest B. Schoedsack (1933)
- Lo scandalo dei miliardi (Billion Dollar Scandal), regia di Harry Joe Brown (1933)
- La pattuglia dei senza paura ('G' Men), regia di William Keighley (1935)
- Una notte d'oblio (Remember Last Night?), regia di James Whale (1935)
- Il fantino di Kent (The Ex-Mrs. Bradford), regia di Stephen Roberts (1936)
- La moglie del nemico pubblico (Public Enemy's Wife), regia di Nick Grinde (1936)
- Una ragazza puro sangue (The Girl Said No), regia di Andrew L. Stone (1937)
- L'amore bussa tre volte (There Goes My Heart), regia di Norman Z. McLeod (1937)
- Cavalcata ardente (Man of Conquest), regia di George Nichols Jr. (1939)
- La reginetta delle nevi (Winter Carnival), regia di Charles Reisner (1939)
- Enemy Agent, regia di Lew Landers (1940)
- Bombardieri in picchiata (Dive Bomber), regia di Michael Curtiz (1941)
- Morgan il bandito (Baby Face Morgan), regia di Arthur Dreifuss (1942)
- La città rubata (The Kansan), regia di George Archainbaud (1943)
- La spia di Damasco (Action in Arabia), regia di Léonide Moguy (1944)
- Mister Winkle va alla guerra (Mr. Winkle Goes to War), regia di Alfred E. Green (1944)
- La bella dello Yukon (Belle of the Yucon), regia di William A. Seiter (1944)
- Sangue sul sole (Blood on the Sun), regia di Frank Lloyd (1945)
- La brigata del fuoco (Arson Squad), regia di Lew Landers (1945)
- Inganno (Decoy), regia di Jack Bernhard (1946)
- La croce di fuoco (The Fugitive), regia di John Ford (1947)
- Il mare d'erba (The Sea of Grass), regia di Elia Kazan (1947)
- Viso pallido (The Paleface), regia di Norman Z. McLeod (1948)
- Gli avvoltoi (Return of the Bad Men), regia di Ray Enright (1948)
- Il re dell'Africa (Mighty Joe Young), regia di Ernest B. Schoedsack (1949)
- La donna ombra (The Lucky Stiff), regia di Lewis R. Foster (1949)
- Capitan Cina (Captain China), regia di Lewis R. Foster (1950)
- Giuoco implacabile (Las Vegas Shakedown), regia di Sidney Salkow (1955)
- Il quadrato della violenza (The Crooked Circle), regia di Joseph Kane (1957)
- Johnny Cool, messaggero di morte (Johnny Cool), regia di William Asher (1963)

### Televisione
- General Electric Theater – serie TV, episodi 3x30-4x07 (1955)
- Crossroads – serie TV, episodi 1x05-1x25-2x33 (1955-1957)
- Damon Runyon Theater – serie TV, episodio 2x18 (1956)
- The 20th Century-Fox Hour – serie TV, episodio 2x04 (1956)
- State Trooper – serie TV, 28 episodi (1956-1959)
- Climax! – serie TV, episodio 4x25 (1958)
- Have Gun - Will Travel – serie TV, episodio 2x04 (1958)
- The Further Adventures of Ellery Queen – serie TV, episodio 1x08 (1958)
- 26 Men – serie TV, episodio 2x28 (1959)
- Cimarron City – serie TV, episodio 1x25 (1959)
- The Alaskans – serie TV, episodio 1x34 (1960)
- Sugarfoot – serie TV, episodio 3x18 (1960)
- Gli uomini della prateria (Rawhide) – serie TV, episodio 3x27 (1961)
- Indirizzo permanente (77 Sunset Strip) – serie TV, episodio 5x30 (1963)

## Doppiatori italiani
- Ruggero Ruggeri in King Kong, Il figlio di King Kong
- Lauro Gazzolo in La pattuglia dei senza paura
- Cesare Polacco in La croce di fuoco
- Giorgio Capecchi in Gli avvoltoi
- Gualtiero De Angelis in King Kong (ridoppiaggio)